# Skakavci
Skakavci es un pueblo ubicado en la municipalidad de Kosjerić, en el distrito de Zlatibor, Serbia.

## Superficie
Posee una superficie de 15,36 kilómetros cuadrados.

## Demografía
Hasta 2011 la población era de 239 habitantes, con una densidad de población de 15,56 habitantes por kilómetro cuadrado.